# Pozo Alcón
Pozo Alcón is een gemeente in de Spaanse provincie Jaén in de regio Andalusië met een oppervlakte van 139 km². Pozo Alcón telt 4.857 inwoners (1 januari 2016).

## Demografische ontwikkeling
Bron: INE, 1857-2011: volkstellingen